# Emil Eneblad
Nils Emil Eneblad, född 18 maj 2001 i Eskilstuna kommun, är en svensk politiker (sverigedemokrat). Eneblad blev nationell talesperson för Ungsvenskarna i oktober 2022, efter att ha varit aktiv i förbundet sedan 2017 och tjänstgjort som vice nationell talesperson i tre år. Han avgick i oktober 2024 och efterträddes av Denice Westerberg.